# 4º Stormo
Il 4º Stormo è un reparto di caccia dell'Aeronautica Militare che opera al servizio della difesa aerea con velivoli Eurofighter Typhoon. Dipende dal Comando della squadra aerea di Roma per tramite del Comando Forze di Combattimento di Milano e oggi ha sede presso l'aeroporto di Grosseto.
Lo stormo, intitolato alla memoria del generale pilota Amedeo d'Aosta, è costituito da due gruppi (9º Gruppo Caccia e 20º Gruppo Caccia). Gli altri enti dipendenti sono il 404º Gruppo S.T.O, il 504º Gruppo S.L.O, il 904º Gruppo efficienza aeromobili e la 604ª Squadriglia collegamenti.

## Storia

### Origini
Il 4º Stormo caccia nacque il 1º giugno 1931 sull'Aeroporto di Udine-Campoformido su velivoli C.R.20, incorporando in esso alcune squadriglie già appartenute al 1º Stormo, tra le quali la 91ª, nota anche come la squadriglia degli assi in quanto i suoi piloti si contraddistinsero nel corso della prima guerra mondiale collezionando un numero elevato di vittorie. Tra questi, quelli con più di 10 vittorie furono: Ferruccio Ranza, Luigi Olivari, Fulco Ruffo di Calabria, Pier Ruggero Piccio e il famosissimo Francesco Baracca, l'asso per antonomasia del Servizio Aeronautico del Regio Esercito, da cui il 4º Stormo prese il simbolo che lo avrebbe contraddistinto fino ai giorni nostri, il cavallino rampante derivato dalla "pezza storica" del suo vecchio Reggimento "Piemonte Reale Cavalleria".
Alla fine del mese di maggio la 84ª Squadriglia e la 91ª, incorporate nel 7º Gruppo Autonomo Caccia Terrestre dell'Aeroporto di Ciampino Sud, si trasferiscono a Campoformido, sede a quel tempo del 1º Stormo caccia. Da questo Stormo vengono presi il 9º Gruppo caccia con la 73ª Squadriglia, 96ª e 97ª ed il 10º Gruppo con la 90ª Squadriglia, 84ª e 91ª.
Il 9 settembre il X Gruppo che era all'Aeroporto di Aviano si sposta all'Aeroporto di Gorizia - Merna seguito, il 28 dello stesso mese, dal IX e dal comando Stormo e fu dotato, tra i primi stormi, dei C.R. Asso (una versione con motorizzazione potenziata del C.R.20). 
Nel gennaio 1936, personale della 97ª Squadriglia, contribuì a formare la 150ª Squadriglia del 6º Stormo a Campoformido; nel mese di marzo personale e materiale della 90ª Squadriglia venne spostato a l'Aeroporto di Torino-Mirafiori per creare la 366ª Squadriglia del 53º Stormo e nel mese di luglio la restante forza della 90ª creò la 367ª Squadriglia del 52º Stormo dell'Aeroporto di Ghedi.
Fra i suoi piloti vi era anche Aldo Remondino.
Tra l'ottobre 1931 e l'ottobre 1932 fu al comando di Felice Porro e dal maggio 1933 al marzo 1934 del Colonnello Amedeo Duca D'Aosta.
Nel 1935 venne dotato dei C.R.32.
L'anno successivo lo Stormo venne impiegato nell'Africa Orientale Italiana e in seguito ebbe il battesimo del fuoco durante la guerra civile spagnola.
Nel 1939 prese parte con 5 Caproni Ca.133 all'Invasione italiana dell'Albania e dal mese di settembre ricevette i Fiat C.R.42.

### Seconda guerra mondiale
Allo scoppio della seconda guerra mondiale, il 4º Stormo del Col. Cesare Caccianotti era all'Aeroporto di Gorizia con il 9º Gruppo caccia del Magg. Ernesto Botto con la 73ª Squadriglia con 5 CR 42, la 96ª con 5 CR 42 e la 97ª Squadriglia con 4 CR 42 nella 2ª Divisione Caccia Terrestre "Borea" del Gen. B.A. Silvio Scaroni di Caselle della 1ª Squadra aerea, e fu impiegato inizialmente sul fronte occidentale, poi in Sicilia e infine in Cirenaica (Libia orientale), dove poté contare sui nuovi C.R.42.
Al 10 giugno 1940 il 10º Gruppo era all'Aeroporto di Tobruch T.2 con la 84ª Squadriglia, 90ª Squadriglia e 91ª Squadriglia con 9 CR 42 ognuna al comando del Ten. Col. Armando Pieragino nell'Aeronautica della Libia - Est.
Il 13 luglio lo Stormo è con entrambi i gruppi all'Aeroporto di Berca.
Nel dicembre successivo lo stormo rientra in Italia con il 9º Gruppo seguito nel gennaio 1941 dal 10º Gruppo.
Nel 1941 su M.C.200 lo stormo fu ridispiegato in Sicilia, da cui effettuava incursioni su Malta e operazioni di scorta ai trasporti.
Il 1 gennaio 1942 il tenente colonnello Armando François assunse il comando del 4º Stormo Caccia Terrestre, che era stato appena riequipaggiato con i caccia Macchi M.C.202 Folgore.
Nell'aprile del 1942, dopo aver subito numerose perdite, fu ricostituito in Sicilia e in Cirenaica sui Macchi M.C.202. Tra il 20 e il 22 maggio, i Macchi del "Cavallino Rampante" si trasferiscono in Nord Africa.
Il 25 maggio, il 9º e 10º Gruppo si schierano sull'Aeroporto di Martuba 4, uno dei campi attorno a Derna (Libia).
I suoi MC 202 appartenenti al 9º e 10º Gruppo partecipano all'offensiva dell'Asse del 26 maggio 1942 quando prima dell'alba, 9 Fiat C.R.42 eseguono un attacco contro l'Aeroporto militare di Gambut che viene subito dopo colpito da 59 MC 202: risultano colpiti 24 caccia avversari in fase di decollo.
Dal mese di giugno si sposta a Fuka (Aeroporto militare di Sidi Haneish) dove il 20 ottobre, la Royal Air Force effettua grandi attacchi contro lo Stormo. 
La notte del 25 agosto 1942 fu forse quella di maggior successo per la caccia notturna italiana: il comandante François decollò su un Fiat C.R.42, probabilmente preso in prestito dalla 238ª Squadriglia, per contrastare i bombardamenti notturni della RAF su Fuka (Aeroporto militare di Sidi Haneish). Intercettò e abbatté un bombardiere bimotore non identificato che cadde in mare a 4 km dalla costa. Dopo l'atterraggio, sullo stesso aereo salì il tenente Giulio Reiner che, guidato dalla radio-guida intercettò a 2500 metri, sempre sopra Fuka, un Wellington (DV514/U) del No. 70 Squadron RAF. Reiner colpì il vano bombe del bombardiere che precipitò a 10 km a sud est di Fuka, esplodendo.
La caccia italiana affronta altri combattimenti tra il 20 ed il 31 ottobre, contro formazioni avversarie anche tre o quattro volte più grandi, cui infligge molte perdite non riuscendo però a fermarle del tutto, e l'11 novembre deve quindi lasciare l'aeroporto per ripiegare su Martuba, quando restano una decina di aerei operativi, che cede al 3º Stormo per ricevere 28 MC 202 arrivati dall'Italia.
Il 20 novembre lo stormo è ad Ara Fileni di Ras Lanuf, il 6 dicembre il 9º gruppo passa alla difesa del porto di Tripoli, organizzata utilizzando anche impianti di radiolocalizzazione.
All'inizio del 1943 lo Stormo ricevette gli M.C.205 e nell'estate dello stesso anno fu impiegato in patria nella difesa dall'avanzata anglo-americana durante lo sbarco in Sicilia.
Nell'ottobre successivo François lasciò il comando al maggiore Roberto Fassi.
Alessandro Mettimano, futuro Capo di stato maggiore dell'Aeronautica Militare, fra il 1º settembre 1943 e l'aprile del 1946 ha comandato la 84ª Squadriglia dello Stormo caccia terrestre. Per la sua attività bellica, Mettimano è stato decorato di due medaglie d'argento ed una di bronzo al valor militare; inoltre ha ottenuto un avanzamento per merito di guerra.

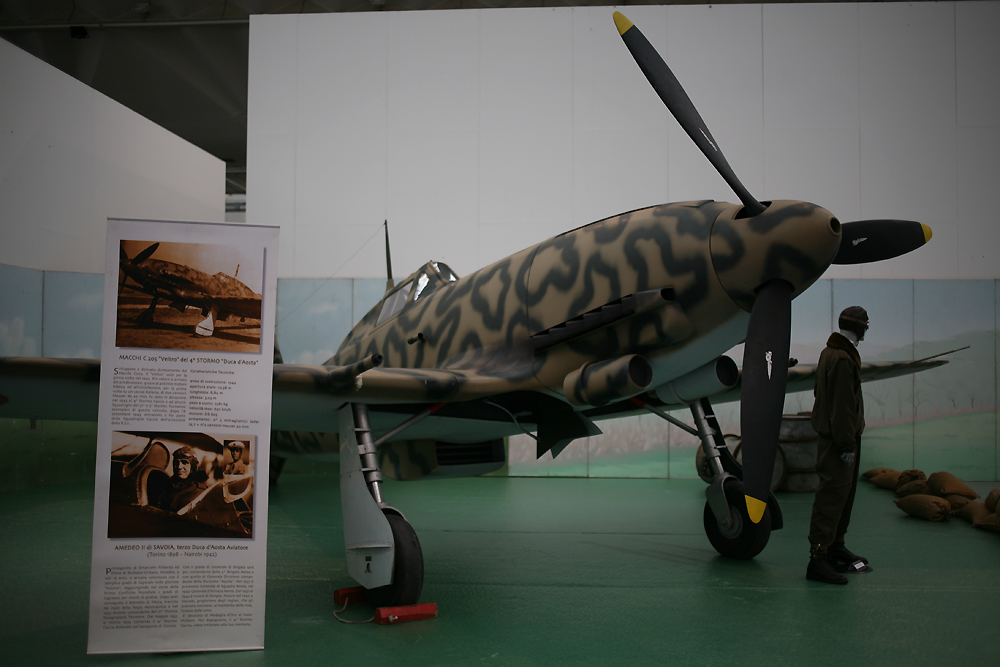
Un Macchi 205 Veltro in forza al 4º Stormo.

Dopo l'8 settembre 1943, quando era a Castrovillari con il 10º Gruppo con la 84ª con 3 MC-205, la 90ª con 3 MC 205 e la 91ª Squadriglia con 2 MC 205 ed il 9º Gruppo caccia all'Aeroporto di Gioia del Colle con la 73ª con 3 MC 205, la 
96ª con 3 MC 205 e la 97ª Squadriglia con 3 MC 205, il 4º Stormo si trasferì all'Aeroporto di Brindisi-Casale ed iniziò la collaborazione con le truppe Alleate.
Al 31 dicembre era all'Aeroporto di Lecce-Galatina.
Nel primo periodo della "cobelligeranza" continuò ad usare i caccia precedentemente in dotazione, i Macchi M.C.202 e M.C.205.
Successivamente venne riequipaggiato con 149 aerei americani ormai assai malconci dei tipi Bell P-39N, usati solo per la conversione dei piloti, e dei P-39 Q, usati in azione.
Le azioni belliche del periodo settembre 1943-aprile 1945 riguardarono soprattutto ricognizioni, mitragliamenti ed attacchi contro le forze tedesche nei Balcani, dove le difese tedesche e l'inaffidabilità dei velivoli provocarono dolorose perdite.
Al nord il 4º Stormo, sotto la guida di Fernando Malvezzi, diede vita al 3º Gruppo caccia "Francesco Baracca" dell'Aeronautica Nazionale Repubblicana.
Al 2 maggio 1945 era nel Raggruppamento Caccia del Ten.Col. pilota Giovanni Zappetta all'aeroporto di Lecce-Galatina con il IX Gruppo formato dalla 96ª Squadriglia (MC 202) e dalla 97ª Squadriglia (MC 202), il X Gruppo con la 84ª Squadriglia (MC 205) e la 90ª Squadriglia (MC 205 S) ed il 12º Gruppo caccia formato dalla 91ª Squadriglia e dalla 73ª Squadriglia sui P-39.

### La guerra fredda

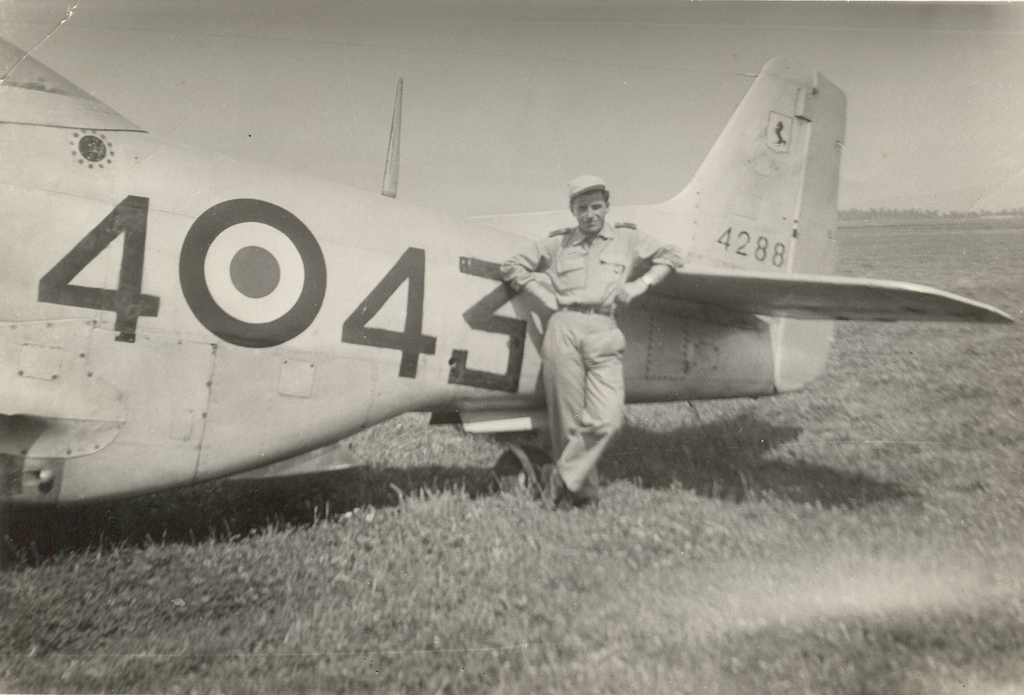
Immagine storica di un Mustang F51-D di base a Capodichino (NA) nei primi anni '50.

Per il reparto, basato come all'origine sui gruppi IX e X, la guerra fredda comincia subito: prima della nascita ufficiale di questo termine (1947), prima del blocco di Berlino (1948), prima dell'ingresso dell'Italia nella NATO (1949). Nel 1946 l'Aeronautica Militare, succeduta alla Regia Aeronautica dopo la nascita della Repubblica, decide l'acquisto di 120 caccia Lockheed P-38 / F-5 (la versione da ricognizione)
americani, accantonati all'aeroporto di Napoli-Capodichino. Questi entrano in servizio affiancandosi ai P-39 superstiti. Il Lightning rimane in servizio nel reparto per poco tempo, durante il quale si verificano diversi incidenti (1).
Nel 1947 lo Stormo viene trasferito all'Aeroporto di Napoli-Capodichino ed arrivano i caccia "North American F-51 D Mustang" (vedi P-51 Mustang): gli aerei, forniti secondo le regole del contratto Mutual Defense Assistance Program, provengono direttamente dai depositi americani e sostituiscono progressivamente il Lightning, divenendo la dotazione standard dello stormo fino ai primi anni '50. L'ultimo Mustang venne ceduto alla Scuola Volo di Cagliari nel 1957 (2).
Dall'ottobre 1950 il comandante in seconda dello Stormo Caccia è Vincenzo Lucertini futuro Capo di stato maggiore dell'Aeronautica Militare.
Nel 1959 venne scelto l'aeroporto di Grosseto come sede dell'aerobrigata.
Il 313º Gruppo Addestramento Acrobatico fu fondato il 1º marzo 1961 nell'aeroporto di Rivolto 6 North American F-86 Sabre della 4ª Aerobrigata decollavano da Grosseto destinazione l'Aeroporto di Rivolto per costituire il Nucleo Speciale Acrobatico, (dal 1º luglio 313º Gruppo Addestramento Acrobatico).
Dall'autunno 1962 all'autunno 1963 Mettimanno ne è stato vice comandante.

## Organigramma e struttura
Lo Stormo è organizzato secondo la seguente struttura:
Le principali articolazioni del 4º Stormo sono:
- 9º Gruppo Caccia
- 20º Gruppo Caccia
- Gruppo efficienza aeromobili

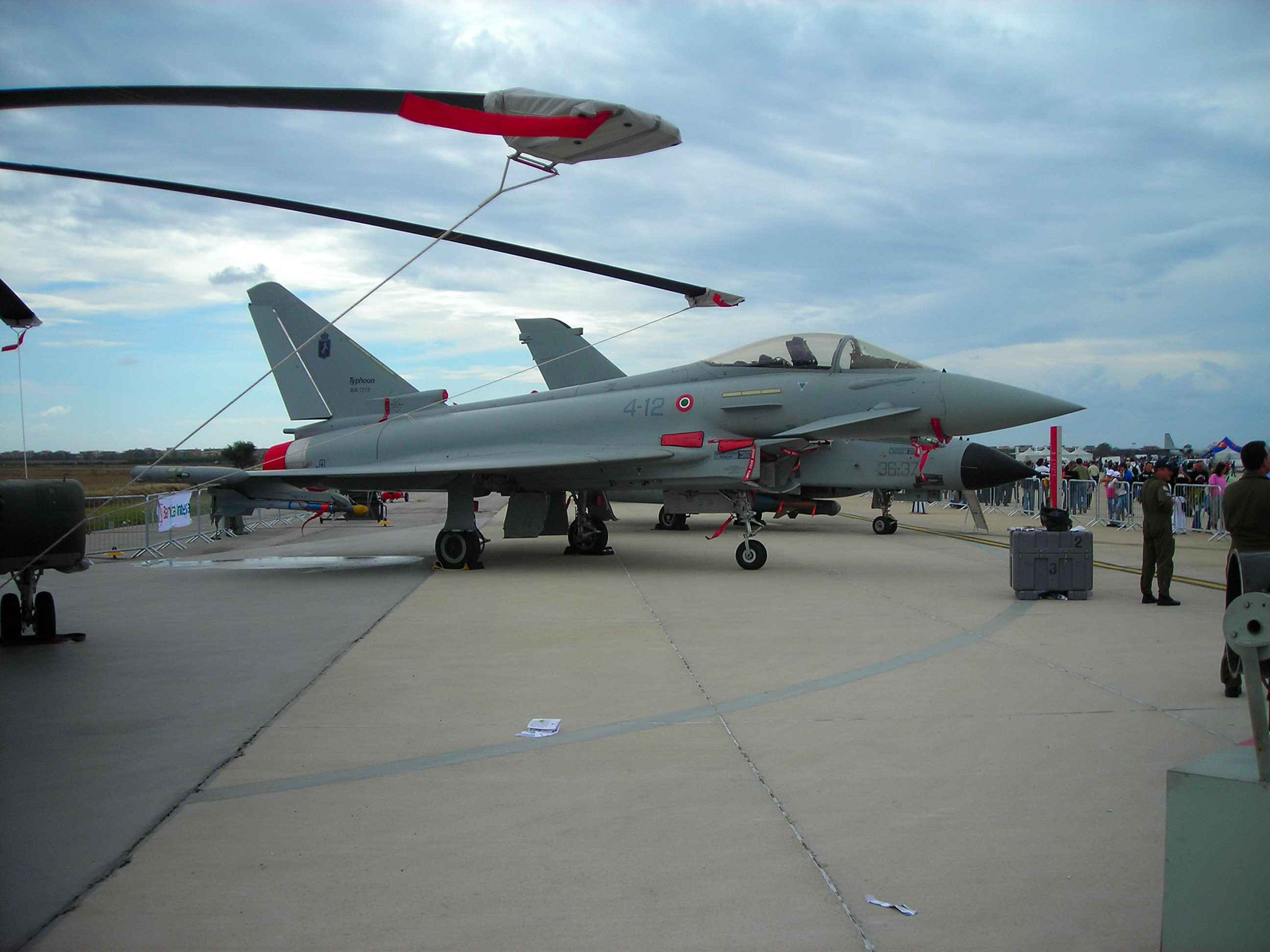
Un Eurofighter del 4º Stormo alla Giornata Azzurra 2006

- 404º Gruppo S.T.O. (Servizi Tecnici Operativi)
- 504º Gruppo S.L.O. (Servizi Logistici Operativi)
- Gruppo sopravvivenza delle forze
- Servizio amministrativo

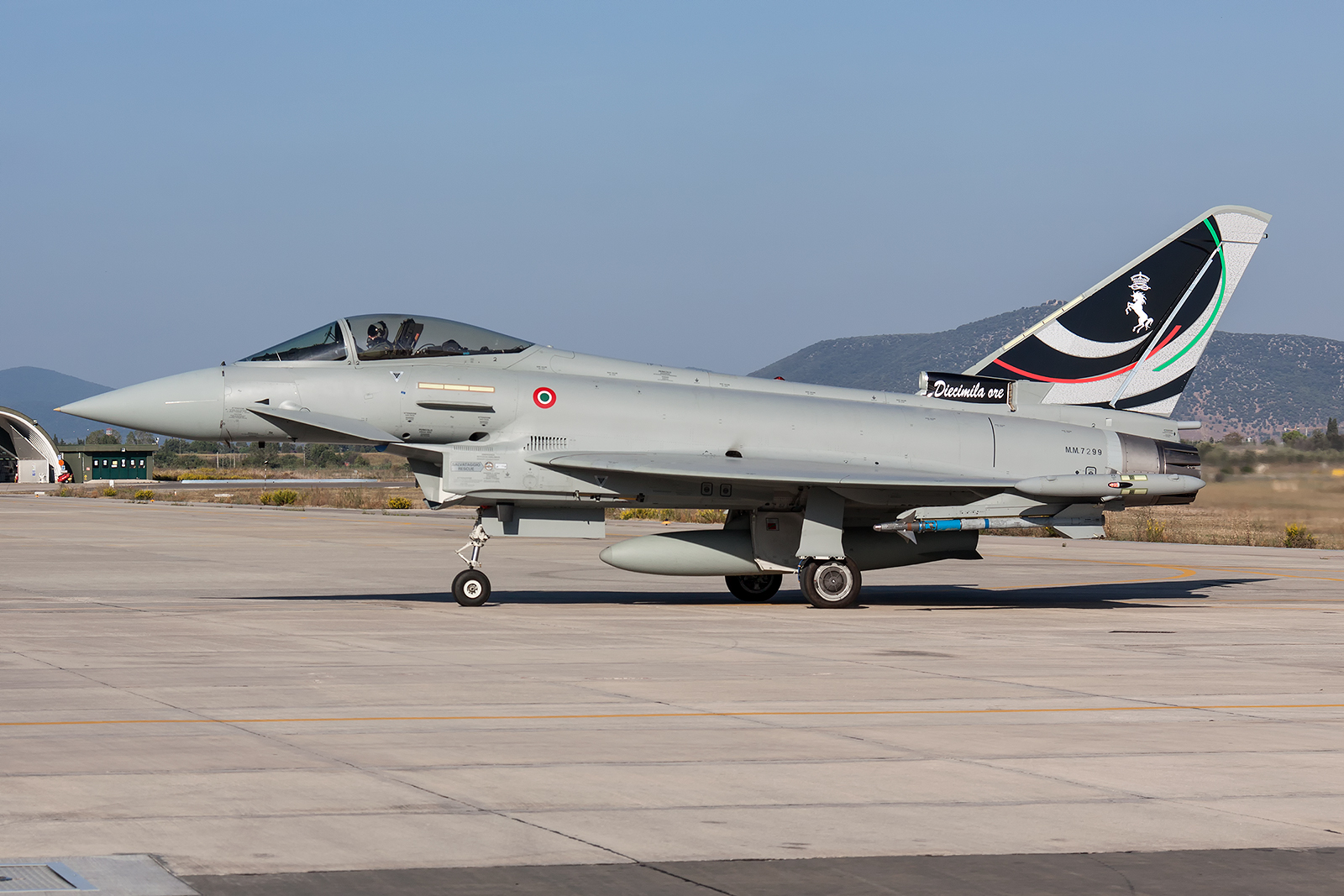
Eurofighter in livrea speciale del 4º Stormo di Grosseto

Sono organi integranti del 4º Stormo:
- Ufficio comando
- Ufficio operazioni
- Infermeria di Corpo
- Ufficio sicurezza volo
- 604ª Squadriglia Collegamenti (dipendente dall'ufficio operazioni)

## Araldica

Emblema del 4º Stormo caccia della Regia Aeronautica dal 1º giugno 1931 al 1º maggio 1933.
Stemma del 4º Stormo dal 1º maggio 1933 in bianco.
Stemma del 4º Stormo dal 1º maggio 1933.

## Audiovisivi

### Cinema
Nel 2017 Gian Carlo Galbusera ufficiale pilota durante la seconda guerra mondiale, classe 1917, ha narrato la sua esperienza bellica nel documentario 4º Stormo Caccia Cavallino Rampante *  Sito del film, su imdb.com. Galbusera era nella squadriglia di Ranieri Piccolomini, ed aveva tra i suoi compagni di volo Carlo Negri, Gobbato, Ceriana, Borromeo. Nel documentario Galbusera racconta le vicissitudine legate all'8 settembre e le missioni effettuate con gli aerei Airacobra P39 messi a disposizione dagli alleati.